# Josema y Flo
Josema y Flo es un dúo humorístico español integrado por Josema Yuste y por Florentino Fernández desde 2008. El dúo presenta cada año el especial de Nochebuena que realiza La Primera de TVE desde Barcelona.

## Televisión
Josema y Flo presenta el especial de Nochebuena de TVE, pero también presentó el programa ¿Y ahora qué?, también en TVE y desde Barcelona. Actualmente, en televisión, trabajan por separado, excepto en los especiales de Nochebuena.
- ¿Y ahora que? (2009-2011) - La 1
- Otra movida (2012) - Neox

## Teatro
Se ha visto a los integrantes del dúo participar juntos en la obra Una pareja de miedo, adaptación de la obra El misterio de Ira Vamp.

## Cine
Josema y Flo protagonizaron, casi solos, la película cómica de Álvaro Sáenz de Heredia La venganza de Ira Vamp.